# Benzen (Walsrode)
Benzen ist ein Stadtteil von Walsrode im Landkreis Heidekreis, Niedersachsen.

## Geografie
Das Dorf liegt in der südwestlichen Lüneburger Heide südlich des Hauptortes Walsrode. Hier tritt die Böhme aus ihrem vergleichsweise engen Tal durch die Lehmgeest der Heidmark (Böhmeknie) in die Talsandebenen des Aller-Urstromtals aus. Vom nahen Walsrode ist Benzen durch den Wald Benzer Sunder getrennt.
Nordöstlich des Ortes verläuft in einem Kilometer Entfernung die Bundesautobahn 27, im Osten die L 190, ebenfalls einen Kilometer entfernt; südöstlich die Bahnstrecke Verden (Aller)–Walsrode Nord.
In Benzen gibt es keine Straßenbezeichnungen, sondern nur Hausnummern, nach denen sich Einwohner, Postboten, Lieferanten und Besucher orientieren müssen.

## Geschichte
Der Ortsname stammt vermutlich vom altdeutschen Wort Bendessen ab, was Burg bedeutet. Es wurde das erste Mal im Jahre 1241 als solches erwähnt. Allerdings weisen Hügelgräber auf eine Besiedelung aus der Bronzezeit hin. Nahebei befindet sich ein Gerichtsstein am Ort einer Thingstätte, an der noch am 17. Juni 1491 Holting gehalten wurde.
Am 1. März 1974 wurde Benzen in die Stadt Walsrode eingegliedert.

## Politik
Ortsvorsteher ist Manfred Bolsewig.

## Kultur und Sehenswürdigkeiten
siehe Liste der Baudenkmale in Walsrode (Außenbezirke)#Benzen